# Dichromate de potassium
Le dichromate de potassium, aussi appelé bichromate de potassium, est un solide ionique orange de formule K2Cr2O7.
Dans l'eau, il se dissocie en ions dichromate et en ions potassium.
L'ion dichromate (Cr2O72−) étant un puissant agent oxydant, ce produit est couramment utilisé dans les réactions d'oxydoréduction en laboratoire et dans l'industrie.
Comme tous les composés du chrome hexavalent, le dichromate est dangereux pour la santé.

## Utilisation
Le dichromate de potassium est en particulier utilisé dans les éthylotests. En effet, l'éthanol est un alcool primaire qui, en présence d'un excès d'oxydant, s'oxyde en acide acétique selon la réaction :
3 CH3CH2OH + 2 K2Cr2O7 + 8 H2SO4 → 3 CH3COOH + 2 Cr2(SO4)3 + 2 K2SO4 + 11 H2O
La réaction est catalysée par du nitrate d'argent.
L'ion dichromate est orangé et la couleur passe au vert (couleur des ions chromeIII) avec la réaction, indiquant la présence ou non d'alcool.
Par réaction avec l'acétate de plomb, il donne le chromate de plomb (PbCrO4), solide insoluble, largement utilisé comme pigment : le jaune de chrome. Le plomb est maintenant interdit dans les peintures en raison de sa toxicité, étant un facteur de saturnisme.
Il est aussi utilisé comme mordant ou comme agent servant à teindre les bois à tanin tels que le bois de chêne. En effet, il réagit avec les tanins pour donner au bois une couleur plus foncée.
Sensible aux ultraviolets, il est un des procédés de tirage photographique. Utilisé avec de la gomme arabique et des pigments colorants, les parties exposées sous une plaque négative se solidifient et résistent au lavage à l’eau, les parties sous les zones sombres partent au lavage pour dévoiler le papier. Deux ou trois couches sont généralement exécutées pour obtenir un noir profond. Le négatif peut être en noir et blanc ou en séparation de couleur. Le pigment poudre choisi donne la teinte globale.

## Nomenclature
L'appellation dichromate, imposée par l'IUPAC, pourrait être considérée comme impropre au regard de la construction des mots en français qui recommande de ne pas mélanger les origines des constituants des mots. Dans le cas de dichromate, le mot est en effet constitué d'une racine grecque chrom(couleur) et d'un préfixe multiplicateur latin di (deux).
Le nom systématique heptaoxidodichromate n'est jamais utilisé.
La terminaison ate indique que l'élément chimique concerné, le chrome, est à son degré le plus élevé, VI. À ce degré d'oxydation, tous les électrons de valence de la structure électronique externe du chrome 4s1 3d5 ont été transférés.

## Structure
La structure de l'ion dichromate est celle d'un ion qui résulte de la condensation de la forme acide de deux ions chromate HCrO4−.
−O3Cr-O-H  +  H-O-CrO3−  →  −O3Cr-O-CrO3− + H2O
La longueur des liaisons du pont Cr-O-Cr est 0,19 nm et l'angle est 115° en O. La longueur des autres liaisons Cr-O est 0,16 nm. Cette diminution sensible est due à leur caractère de double liaison.

## Couleur
Au regard de la théorie du champ cristallin, l'ion dichromate ne devrait pas être coloré puisqu'il n'y a pas d'électron d sur le chrome. La couleur de cet ion n'est donc pas due à des transitions entre niveaux 3d, mais à des transitions à transfert de charge depuis les niveaux des ions oxyde vers ceux du chrome.

## Réactivité
La réactivité de l'ion dichromate est principalement rédox, mais également acidobasique.

### Acidobasicité
L'ion dichromate est en équilibre acidobasique avec l'ion chromate, ce dernier étant stable en milieu basique (au-dessus de pH = 6). Il suffit de changer le pH pour voir la solution passer de l'orange (dichromate) au jaune (chromate). Il s'agit de l'équilibre de condensation décrit ci-dessus.
Entre pH 2 et pH 6, la forme la plus stable est HCrO4−.
À pH plus acide, la forme stable est H2Cr2O7.

### Oxydoréduction
Le potentiel rédox de référence du couple dichromate/chrome(III) est 1,33 V, ce qui le place juste au-dessus du couple O2/H2. Ce couple du chrome est donc limite instable sur le plan thermodynamique, mais cette instabilité n'est pas génante dans la pratique.

### Autres réactions
En présence d'acide chlorhydrique concentré, l'ion dichromate donne l'ion chlorochromate ClCrO3−. Ce dernier s'hydrolyse dans l'eau en absence d'acide chlorhydrique.
Les ions fluorochromate FCrO3−, bromochromate BrCrO3− et iodochromate ICrO3− se forment de même.
À chaud, en présence de chlorure de potassium et d'acide sulfurique, il se forme le chlorure de chromyle CrO2Cl2, un liquide rouge foncé qui bout à 117 °C.

## Allergies
Le dichromate de potassium provoque des allergies, surtout des eczémas atopiques ou de contact, chez les personnes sensibles au chrome. Il est très difficile de ne pas être en contact avec le chrome, car des sels de chrome (dont le bichromate de potassium) sont présents en de nombreuses circonstances, notamment le tannage du cuir et le travail du ciment.[réf. nécessaire]

## Images

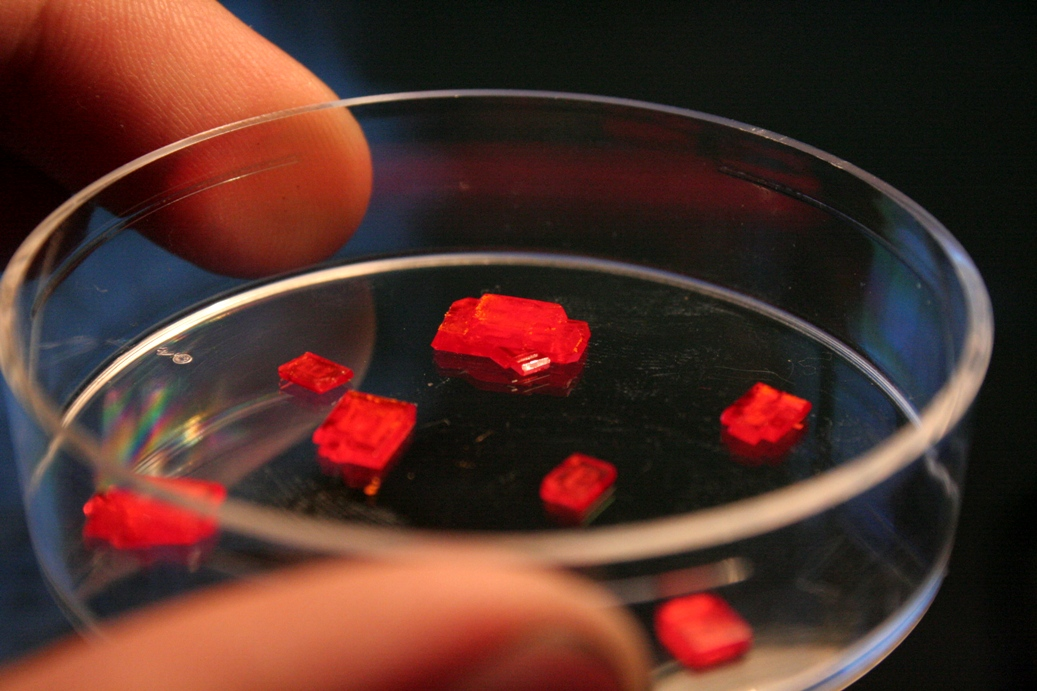
Cristaux de dichromate de potassium.
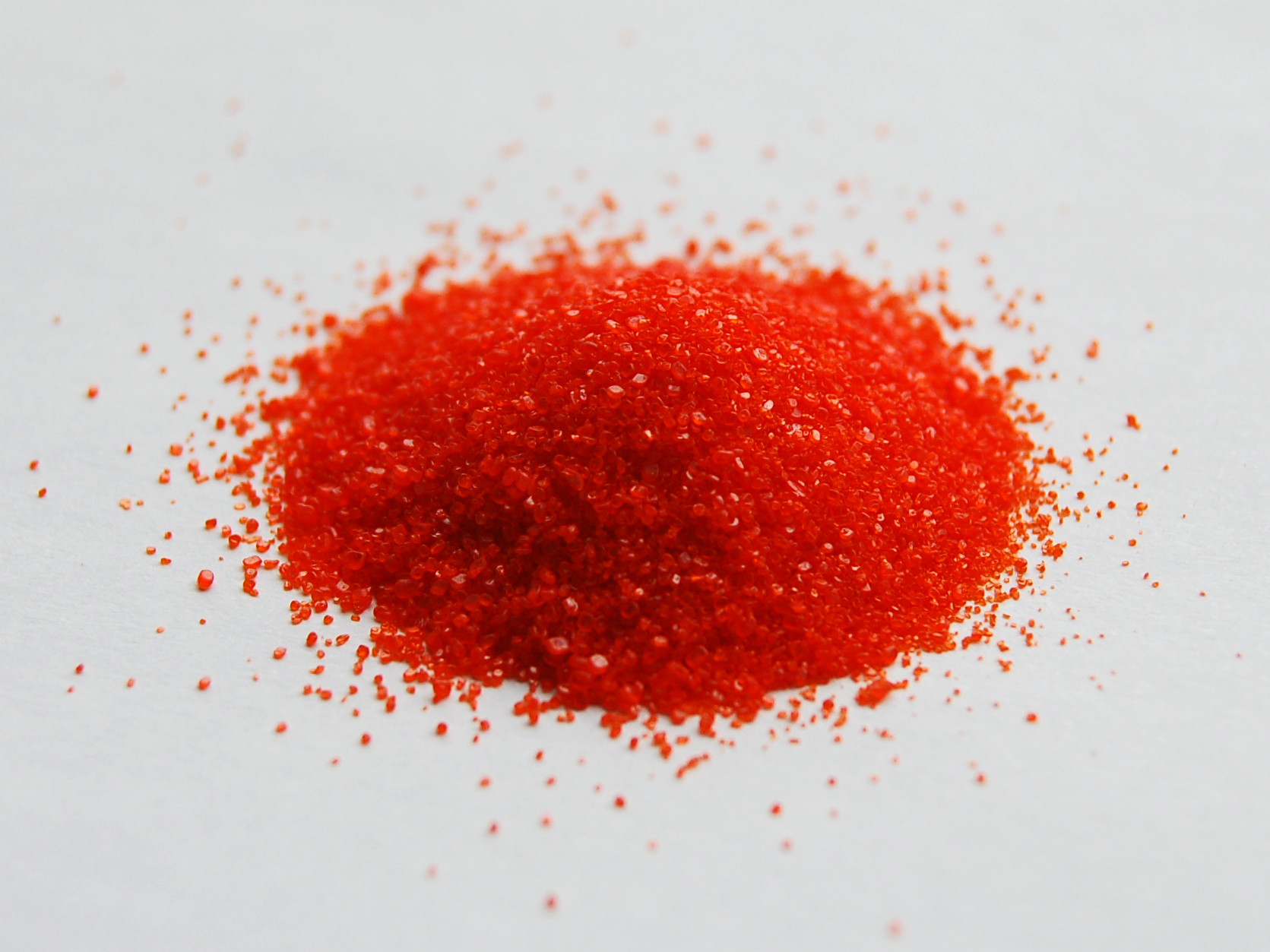
Dichromate de potassium.